# Bryan Danessi
Bryan Ricardo Danessi Mora (Quilpué, 6 maggio 1989) è un calciatore cileno, centrocampista del Deportes Concepción.